# Ажтобен
Ажтобе́н (фр. Hagetaubin) — коммуна во Франции, находится в регионе Аквитания. Департамент — Атлантические Пиренеи. Входит в состав кантона Арти-э-Пеи-де-Субестр. Округ коммуны — По.
Код INSEE коммуны — 64254.

## География

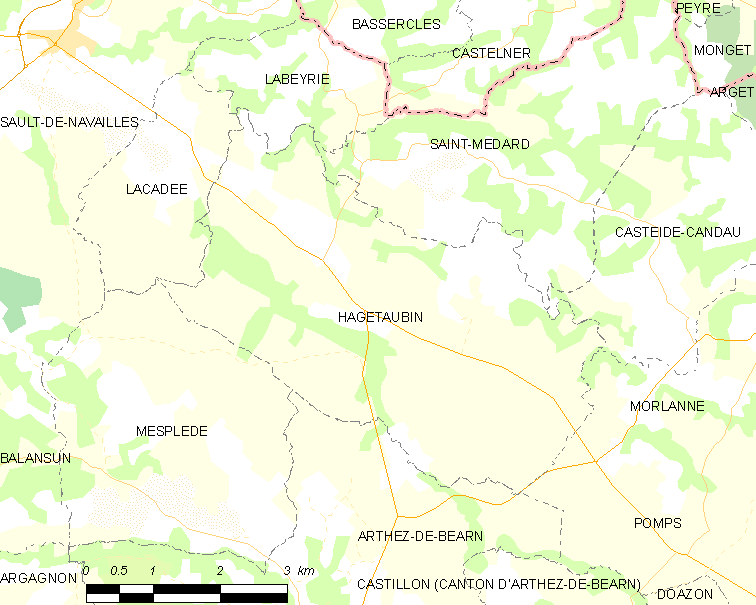
Карта коммуны

Коммуна расположена приблизительно в 640 км к югу от Парижа, в 150 км южнее Бордо, в 32 км к северо-западу от По.
На северо-востоке коммуны протекает река Люи-де-Беарн.

### Климат
Климат тёплый океанический. Зима мягкая, средняя температура января — от +5°С до +13°С, температуры ниже −10 °C бывают редко. Снег выпадает около 15 дней в году с ноября по апрель. Максимальная температура летом порядка 20-30 °C, выше 35 °C бывает очень редко. Количество осадков высокое, порядка 1100 мм в год. Характерна безветренная погода, сильные ветры очень редки.

## Население
Население коммуны на 2010 год составляло 542 человека.
| 1962 | 1968 | 1975 | 1982 | 1990 | 1999 | 2010 |
| ---- | ---- | ---- | ---- | ---- | ---- | ---- |
| 507  | 482  | 457  | 412  | 440  | 441  | 542  |

## Администрация
| Период | Период | Фамилия      | Партия | Примечания |
| ------ | ------ | ------------ | ------ | ---------- |
| 1995   | 2008   | Рене Фурке   |        |            |
| 2008   | 2020   | Луи Костедоа |        |            |

## Экономика
В 2010 году среди 336 человек трудоспособного возраста (15-64 лет) 259 были экономически активными, 77 — неактивными (показатель активности — 77,1 %, в 1999 году было 71,6 %). Из 259 активных жителей работали 238 человек (130 мужчин и 108 женщин), безработных было 21 (9 мужчин и 12 женщин). Среди 77 неактивных 19 человек были учениками или студентами, 37 — пенсионерами, 21 были неактивными по другим причинам.

## Достопримечательности
- Церковь Св. Петра (XVII век)[4]
- Церковь Св. Себастьяна (1853 год)[5]

## Фотогалерея

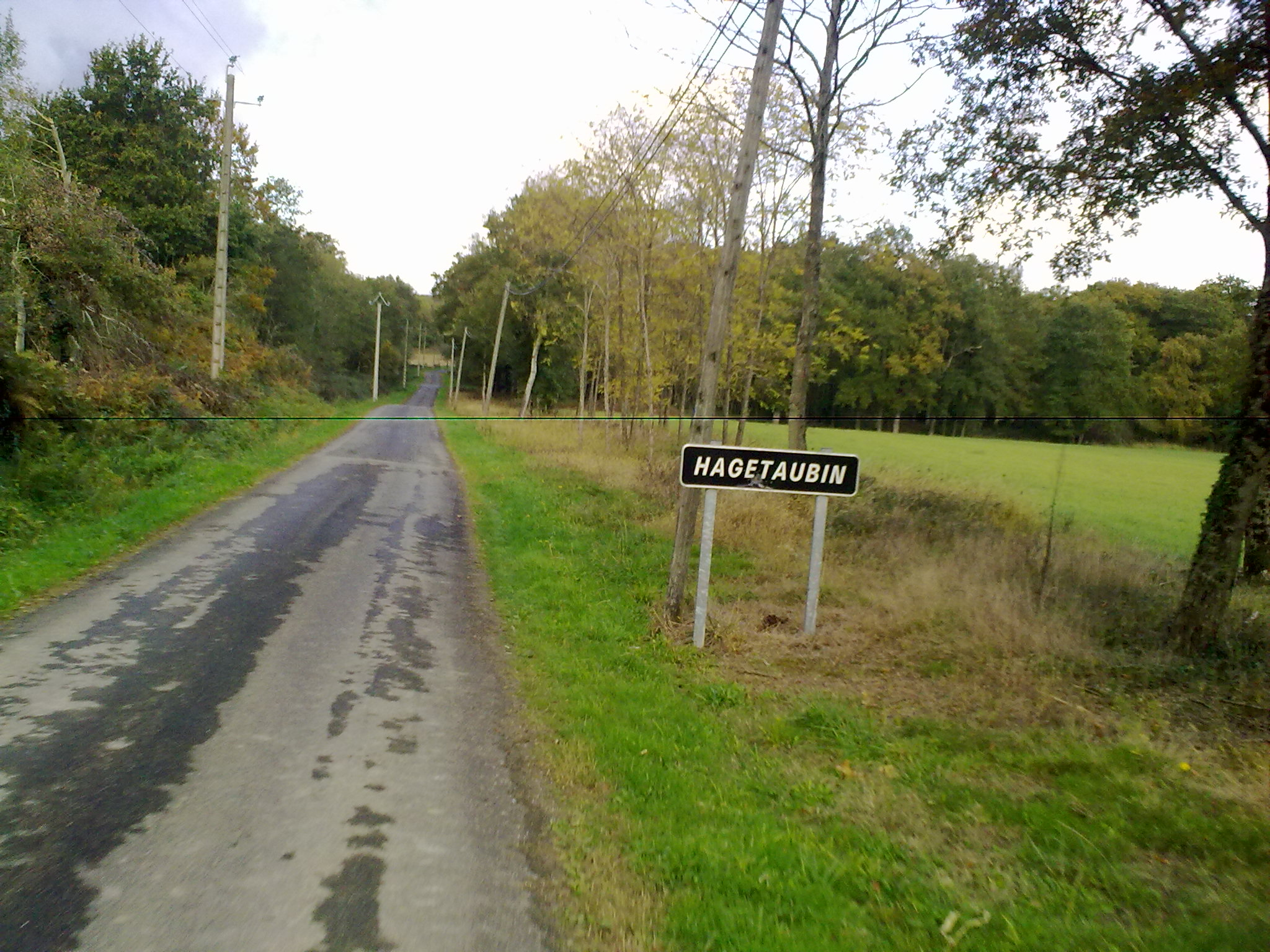
Въезд в Ажтобен
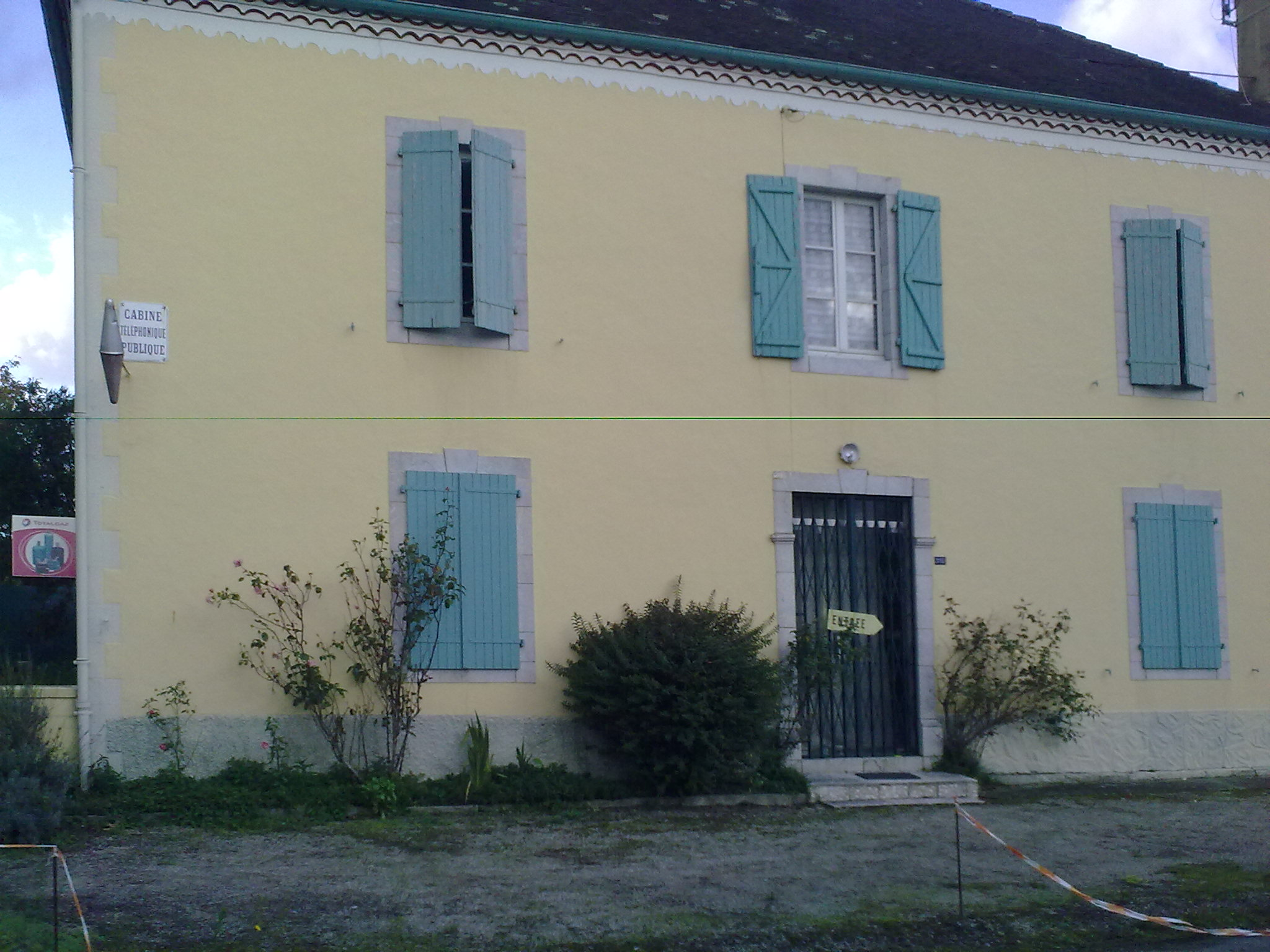
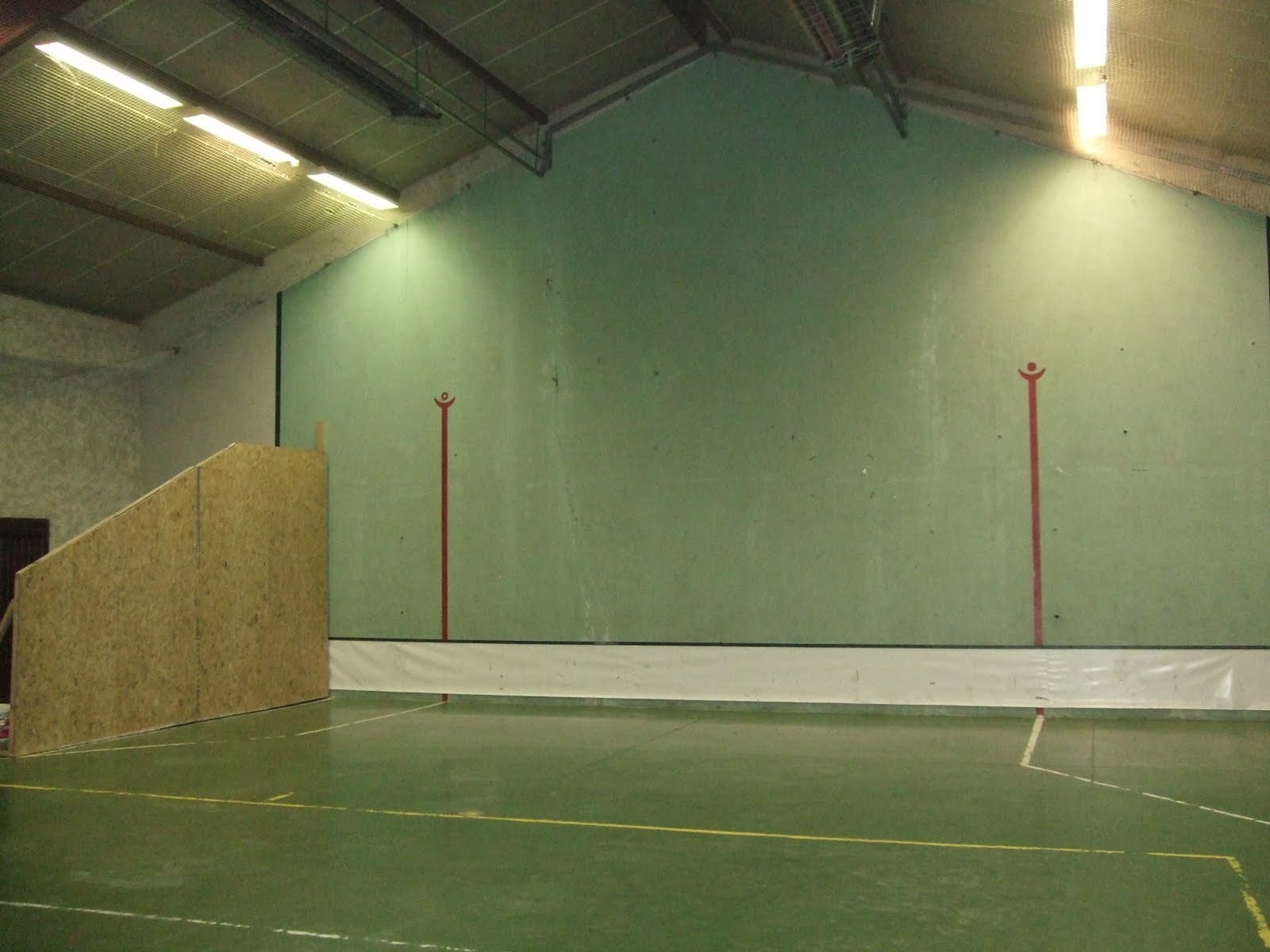
Фронтон (площадка для игры в пелоту)